# Henriette Beenfeldt
Henriette Dorthea Beenfeldt, de soltera Hansen (Copenhaguen, 28 de maig de 1878 - 24 de desembre de 1949), fou una activista per la pau i feminista danesa, una dels principals membres de la Dansk Fredsforening, una associació danesa per la pau. Després de trobar algunes dificultats amb els membres de la junta de la DF, s'associà a la secció danesa de la Lliga Internacional de Dones per la Pau i la Llibertat (Kvindernes Internationale Lliga for Fred og Frihed), i en participà en la junta de la filial de Copenhaguen. Actuà com una pacifista radical, oposant-se fermament al rearmament, fins i tot després que Dinamarca s'unís a l'OTAN al 1949.

## Trajectòria
Nascuda el 28 de maig del 1878 a Copenhaguen, Henriette Dorthea Hansen era filla d'un comerciant de tabac, Carl Vilhelm Hansen (1851-1922), i de Karen Thorsen (1852-1900). El 1903 es casà amb Thor Beenfeldt (1878-1954), que era inspector d'obres.
Després que esclatàs la Primera Guerra Mundial al 1914, ella i el seu marit es feren activistes per la pau i entraren en l'associació pacifista Dansk Fredsforening, al 1916. També fou una de les primeres integrants de Danske Kvinders Fredskæde (Cadena per la Pau de Dones Daneses), la secció danesa de la Lliga Internacional de Dones per la Pau i la Llibertat. Tot i que molts en el DF consideraven la Cadena per la Pau de Dones Daneses com a competència, Beenfeldt argumentava que era un avantatge per a la causa pacifista que n'hi hagués més d'una organització.
Beenfeldt morí a Copenhaguen el 24 de desembre del 1949.